# Lettiske krig for uafhængighed
Den Lettiske krig for uafhængighed (lettisk: Latvijas brīvības cīņas, direkte oversat "Letlands kamp for frihed", eller Latvijas atbrīvošanas karš, "Krigen for Lettisk befrielse"), var en serie af militære konflikter i Letland mellem 5. december 1918, efter Letland havde erklæret sin uafhængighed, og underskrivelsen af Rigatraktaten den 11. august 1920. Krigen medførte, at Letland fastholdt sin selvstændighed.
Krigen førtes af Letland (den provisoriske regering blev støttet af Estland, Polen og de vestlige allierede, især Storbritannien) imod Russiske SFSR og den bolsjevikiske, kortlivede Lettiske Socialistiske Sovjetrepublik (Lettiske SSR). Weimarrepublikken (Tyskland) og det Forenede Baltiske Fyrstedømme tilføjede en ny dimension, da de i starten var allierede med de nationalistiske/allierede kræfter, men forsøgte at kæmpe for et tyskdomineret Letland. Senere kuppede tyskerne den lettiske regering, hvilket førte til åben krig.
Nogle elementer i krigen anses af polske historikere for at være en del af den Polsk-Sovjetiske krig (især Slaget ved Daugavpils).

## Baggrund

### Situationen i Letland ved 1. Verdenskrigs afslutning
Under indtryk af tilstedeværelsen af tyske besættelsestropper på lettisk område indkaldtes den 12. april 1918 det balttyske Landeråd (tysk: Landesrat) i Riga, som udråbte det Forenede Baltiske Fyrstedømme. Al magten i denne nye stat skulle være i hænderne på tyskbalterne. Den 18. oktober 1918 anerkendte Tyskland det Forenede Baltiske Fyrstedømme, og den 5. november erklærede Landesrat sig til øverste magt i den selvudnævnte stat. Da Tyskland den 11. november 1918 kapitulerede, mistede det Forenede Baltiske Fyrstedømme sin eneste politisk-militære støtte. Samme dag tog Regeringsrådet skridt til dannelsen af det Baltiske Landeværn.
Den 18. november 1918 udråbtes Republikken Letland. Den nye republik savnede imidlertid egne militære styrker, idet de nationale lettiske hærenheder, der var dannet under verdenskrigen, sluttede sig til Den Røde Hær. Den provisoriske lettiske regering havde derfor intet andet valg end den 7. december 1918 at anerkende landeværnet som lettisk forsvar. I henhold til den indgående aftale mellem den provisoriske lettiske regering og den tyske repræsentant, diplomaten August Winnig, var det meningen, at letterne skulle være i overtal i den nye, nationale hær, men da letterne ikke kunne skaffe folk til hæren, forblev landeværnet en tyskbaltisk hær med en fjendtlig indstilling til Republikken Letland. Den 29. december 1918 underskrev Letlands regering og Winnig en aftale, hvorefter lettisk statsborgerskab med alle dertil hørende rettigheder (herunder retten til at erhverve jord) skulle gives til alle tyske undersåtter, der havde været fire uger i krig i lettisk tjeneste.
På samme tid rykkede sovjetiske hærenheder hurtigt frem over lettisk område. I januar 1919 nåede sovjetiske hærenheder frem og besatte Riga og Jelgava. Letlands provisoriske regering med statsminister Kārlis Ulmanis i spidsen måtte den 3. januar 1919 forlægge sit hovedkvarter til Liepāja. Omkring 90% af Letland var besat af sovjetiske styrker. I denne situation blev oprettet en national lettisk bataljon: den 6. januar 1919 oprettedes 1. lettiske selvstændige bataljon under ledelse af Oskars Kalpaks i Jelgava. Den 16. januar kom bataljonen første gang i kamp mod sovjetiske styrker ved Lielauce, og den 29. januar vandt bataljonen en vigtig sejr over bolsjevikkerne i slaget ved Skrunda.
I våbenstilstandsaftalen fra Compiègne var der en bestemmelse om, at Tyskland skulle beskytte Baltikum, indtil de stedlige befolkninger fik organiseret egne forsvar. Under hensyn hertil og til aftalen med Letlands provisoriske regering tog de tyske hærenheders kommandantskab skridt til at styrke Jernbrigaden, der fik major Josef Bischoff som leder. I februar 1919 ankom til Liepāja general greve Rüdiger von der Goltz, som tidligere havde ledet de tyske styrker i Finland. Han blev leder af alle militære styrker i Kurland, herunder landeværnet, der nok formelt burde hjælpe den lettiske regering men reelt tog skridt til at virkeliggøre planerne om det Forenede Baltiske Fyrstedømme og som havde forhåbninger om at besejre de sovjetiske hærstyrker endegyldigt. I marts 1919 havde von der Goltz i Letland samlet 13.500 mand, heraf 5.000 i 1. gardes reservedivision, 4.000 i Jerndivisionen og 4.500 i landeværnet; Letland havde på samme tid omkring 1.400 mand i landeværnet.
Under indtryk af forholdene rettede Kārlis Ulmanis henvendelse til Estland. En evakuering af den lettiske regering til Tallinn var under overvejelse men blev opgivet igen. Den 20. januar 1919 gav den estiske regering tilladelse til at oprette bevæbnede lettiske forsvarsenheder på estisk område. Esternes plan var at lade dem fungere som buffer langs sydgrænsen. Den 15. februar gav lederen af de estiske styrker dekret om at danne lettiske hærenheder under 2. estiske divisions ledelse. Den 17. februar ankom en gruppe lettiske officerer til Tartu, og arbejdet påbegyndtes. Den 28. februar mobiliseredes alle i Estland boende letter, senere tillige letter fra de af estiske tropper kontrollerede dele af det sydlige Livland. Den 31. marts dannedes den lettiske brigade med general Jorģis Zemitāns som leder og henved 9.800 mand.
I marts 1919 gennemførte von der Goltz tre mindre fremrykningsoperationer, der førte til erobringen af Tukums og Jelgava fra Den Røde Hær. En modoffensiv fra Den røde Hær blev afvist. Da situationen stabiliseredes ved fronten, skete en mærkbar forværring af forholdet mellem Ulmanis og tyskerne. Tyske hærenheder forhindrede en generalmobilisering, og den 16. april gennemførte de et statskup, der førte til indsættelse af marionetten Andrievs Niedras regering; Ulmanis søgte tilflugt på et engelsk skib i havnen.
I begyndelsen af maj havde von der Goltz en hær på 28.000 mand med hvilken han den 28. maj erobrede Riga. Den røde Hær blev afgørende slået og udsattes samtidig for en estisk offensiv og trak sig hurtigt tilbage fra lettisk område. Den estiske offensiv, der var startet den 24. maj nåede den 31. maj frem til Limbaži-Cēsis.

### Konflikten bryder ud
Skønt den tyske hærledelse under pres fra Ententen havde meddelt von der Goltz, at tyske hærenheder ikke måtte rykkes længere end til Riga og Landeswehr ikke længere end til Jugla-søerne, gav major Fletcher den 29. maj 1919 ordre til at fortsætte fremrykningen fra Daugava nordpå. Landeswehrs fremmarch begyndte 31. maj og skete i tre kolonner. Den 2. juni nåede den af kaptajn von Medem ledede kolonne Jēriki og tog kontakt til den lettiske brigadestab i Cēsis. Med henblik på videre tiltag aftaltes et møde 4. juni. På grundlag af sin bedømmelse af situationen besluttede lederen af den estiske hær Johan Laidoner den 3. juni at beordre estiske hærstyrker til at tage Jēriki-Gulbene-jernbanen under sin kontrol. Grænsen for kontrolområdet blev sat til at være fra udløbet af Gauja å langs åen til Siguldan, derfra linjen Nītaure-Vecpiebalga-Jaungulbene. Samtidig beordrede Laidoner pansertog til ufortrødent at tage Valga-Gulbene-jernbanen med Jēriki jernbane-knudepunktet under sin kontrol.
Der mødte ingen repræsentanter fra Landeswehr frem i Cēsis på det aftalte tidspunkt, derimod indløb meldinger om, at enheder fra Landeswehr forberedte et angreb på de estiske styrker. Under disse forhold sendte underpolkovnik Nikolai Reek telegrafisk et ultimatum til ledelsen af Landeswehr om, at de tyske tropper skulle trække sig tilbage til en nærmere fastlagt linje inden for 12 timer. Fristen for opfyldelsen var den 5. juni kl. 12.00, og kl. 13.45 sendtes et estisk pansertog frem for at kontrollere opfyldelsen af kravet. Som neutral observatør medtoges de kolonelløjtnant E. Dawley fra de allierede styrker. Ved broen over Amata å angreb styrker fra Landeswehr pansertoget. Dermed var krig de facto erklæret.
Den 6. juni erobrede Landeswehr forholdsvis let Cēsis, der blev forsvaret af 2. lettiske Võnnu polk (regiment) uden krigserfaring og to estiske pansertog. Den 8. juni forsøgte estiske styrker at generobre byen med forgæves. Den 8. og 9. juni nedskød estere ved Narva tre tyske fly på vej til den russiske Nordvesthær (estisk: Loodearmee) for at trække dem ind i krigen mod Estland.

### Våbenhvile
Den 10. juni indtrådte ved Ententens mellemkomst en våbenhvile og forhandlinger indledtes. På estisk side lededes disse af overpolkovnik Jaan Rink, for Landeswehr af hærføreren major Alfred Fletcher. Tyskerne krævede, at esterne skulle trække deres tropper ud af det nordlige Letland, men eftersom estiske tropper udgjorde fronten mod sovjetstyrkerne i det nordlige Letland var sikring af baglandet af kritisk strategisk betydning. Samtidig havde den estiske hærledelse ingen tillid til Landeswehr med dettes planer om det Forenede Baltiske Fyrstedømme.
Den indtrådte konflikt var tillige samtaleemne på fredskonferencen i Paris, hvor Ententens overkrigsråd 11. juni krævede, at tyskerne skulle stoppe fremrykningen imod esterne og trække tropperne tilbage bag den af esterne krævede linje. Til trods herfor trak tyskerne sig ikke tilbage men fortsatte samlingen af troppestyrker, nemlig den af frivillige tyskere dannede Jerndivision. På estisk side sluttede 3. division under generalmajor Ernst Põdder og 2. pansertogsdivision under kaptajn Karl Parts ledelse sig til. Under 3. division hørte 3. (ledet af underkaptajn Jaan Kruus), 6. (kaptajn Karl Trallo) og 9. fodfolksregiment (kaptajn Johannes Schmidt) samt 2. lettiske Võnnu polk. Troppernes virksomhed ved fronten koordinerede stabsleder underpolkovnik Nikolai Reek.
Den nøjagtige størrelse af de samlede hærstyrker veksler i ulige kilder. Overordnet var de estiske styrker talrigere, men de tyske teknisk bedre udrustede. Ifølge en almindeligvis troværdig kilde havde den 19. juni:
- Estland-Letlands fælleshær: 6.200 soldater, 190 maskingeværer, 31 kanoner og 2 pansertog,
- Landeswehr: 5.200 soldater, 310 maskingeværer, 50 kanoner, 12 minekastere og 1 pansertog; desuden havde tyskerne flyvemaskiner til rådighed.

## Slaget ved Cēsis

### Landeswehrangriber
Fredsforhandlingerne mislykkedes og våbenhvilen udløb den 19. juni om eftermiddagen, da Jerndivisionen startede en offensiv mod Limbaži og Stalbe og samme dag erobrede Vidriži. Mere alvorlige krigshandlinger udbrød den 20. juni, da enheder fra Jerndivisionen angreb 9. estiske regiment, der havde indtaget forsvarspositioner syd for Limbaži. Den tyske offensiv blev stoppet, og i en modoffensiv tvang de estiske styrker de tyske på tilbagetog. I retning mod Stalbe erobrede Jerndivisionen om morgenen den 20. juni Straupe, der blev forsvaret af enheder fra 6. estiske regiment.
Tidlig om morgenen den 21. juni indledte tyskerne en storoffensiv over hele fronten. Under støtte fra kanoner angreb Landeswehr de estiske og lettiske styrker ved Rauna å øst for Cēsis samtidig med, at Jerndivisionen under major Keisti startede et angreb på Stalbe. Til trods for kanonbeskydning og maskingeværsild lykkedes det de estiske enheder at holde deres stilling ved Stalbe, til dels takket være støtte fra panserkøretøjerne "Toonela" og "Estonia". Samtidig lykkedes det esterne at nedskyde et lavtgående, tysk fly.
Ved Cēsis begyndte et angreb om morgenen kl. 1 i form af en skinmanøvre nordvest for byen. Derefter fulgte et overraskelsesangreb på hele den østlige fløj mod Rauna og Valmiera. Omtrent kl. 9 brød 2. lettiske Võnnu regiment sammen under det voldsomme angreb. Det tvang 3. estiske regiment til at trække sig tilbage henved 10 km til nærheden af Rauna. De gennembrudte tropper fra Landeswehr delte sig i to, hvoraf den ene rykkede frem mod Valmiera, hvor det uden alt for stort besvær lykkedes at erobre Skangaḷi og Starti, mens den anden forfulgte letterne mod Lode station. Ved Lode station fandtes et estisk bredsporet pansertog, der sammen med andre enheder havde held til at standse tyskerne ved Liepasmuiža. Omkring middagstid fik esterne forstærkninger – et pansertog og Kuperjanovs partisanbataljon – ved hvis hjælp det lykkedes at slå Landeswehr tilbage til modsatte side af Rauna å.

### Modoffensiven
En estisk modoffensiv begyndte den 22. juni. Fra Limbaži startede 9. regiment en fremrykning mod syd og tvang derved enheder fra Jerndivisionen tilbage samt erobrede om aftenen Bīriņi gods. Resten af gruppen rykkede mod sydøst og besatte om aftenen Jugla gods og truede derved Jerndivisionens enheder i Straupe med omringelse. Samtidig fortsatte Jerndivisionen et angreb på Stalbe ud fra en forventet støtte, der imidlertid udeblev. Esterne havde derimod trykket 6. polk 1 rygement til Stalbe, hvorfor de tyske angreb blev slået tilbage. Efter at have hørt om 9. regiments fremgang trak von Kleist om aftenen sin tropper tilbage. Esterne opdagede først dette den følgende morgen, hvorfor tilbagetrækningen skete i fred.
Samtidig fik esterne ved Cēsis hjælp i form af Kalev-ernes bataljon og 1. polk 2 bataljon fra Valmiera-fronten samt det pansrede køretøj "Gamlefanden" (estisk: "Vanapagan"). Ved den ved middagstid indledte kamp viste panserkøretøjerne sig at have afgørende betydning og tvang Landeswehr til at trække sig tilbage. Om aftenen nåede 1 polk. 2 bataljon Rauska, tyskerne måtte trække sig tilbage til Jaunrauna gods. Disse angreb forbedrede tillige stillingen for 3. polk ved Rauna, der modstod angreb fra Landeswehr.

### Estisk-lettisk sejr ved Cēsis
I forbindelse med Jerndivisionens tilbagetrækning fra Straupe og esternes fremgang andre steder langs fronten var situationen for Landeswehr ved Cēsis den 22. juni om aftenen blevet alvorlig. Derfor besluttede major Fletcher at trække sig tilbage. Den 23. juni kl. 7.00 om morgenen befriede estiske styrker såvel Straupe som Cēsis. Dermed var opnået en sejr i slaget om Cēsis, der indebar et vendepunkt i selvstændighedskrigen såvel for Estland som for Letland. Da esterne så de tyske tropper trække sig hurtigt tilbage, forfulgte de dem. Det største slag mod Jerndivisionen ved Englārte gods kostede esterne 17 døde, 8 forsvundne, 34 sårede. Skønt tyskerne havde held til at modstå gentagne estiske angreb besluttede major Bischoff at trække sine tropper tilbage over Gauja mod Riga. Den 24. juni skete forfølgelsen af tyskerne uden større slag, 9. og 6. polk oprettede stillinger på nordbredden af Gauja å, pansertogsdivisionens to polk befriede Sigulda. Den 25. juni angreb enheder fra 6. estiske polk og Kuperjanovs bataljon Inčukalns; kampene varede til midnat, hvorefter tyskerne opgav deres positioner og trak sig yderligere tilbage.
Den 26. juni nåede de estiske tropper Ropaž. Landeswehr forsøgte at opnå våbenhvile, men esterne fandt ikke anledning til dette men angreb den 27. juni og tvang Landeswehr og Jerndivisionen tilbage mod vest, hvor de om aftenen kunne indtage gode naturlige forsvarspositioner ved Riga.
Jerndivisionen havde indtaget forsvarspositioner ved Daugava å fra Salaspils til Jugla sø. Landeswehr havde indtaget deres forsvarspositioner fra Jugla sø langs Beltezersi søernes vestbred og Lielais Balterzers kanal til Gaujan langs åens sydside. Desuden var hjælpestyrker kommet fra Riga og Ogres. Til trods for de gode forsvarspositioner var de tyske hæres moral helt i bund. Et problem for esterne var, at den hurtige fremrykning havde betydet vanskelige forsyningslinjer, idet den vigtigste forsyningslinje – jernbanen – var ødelagt ved Amata bro.

## Slaget om Riga
Den 28. og 29. juni angreb estiske styrker uden held de tyske forsvarspositioner deles ved Alderi, dels ved Podnieki, dels ved Mazā Jugla broen. Den 29. juni ankom tre bredsporede pansertog, der hidtil havde måttet afvente reparationen af broen ved Amata. En generaloffensiv planlagdes til den 30. juni ved middagstid. Om morgenen den 30. juni lykkedes det 6. polk at overskride Lielais Baltezers kanal og bide sig fast på vestbredden. Skønt også 9. polk trængte ved Ādaži over Gauja, blev de slået tilbage af Landeswehr (8 døde, 12 sårede). Samtidig forsøgte tyskerne selv at gennemføre en offensiv ved søerne mellem jernbanen og Mazā Jugla, støttende sig til både kanonild, gas og fly. Ganske vist lykkedes det esterne at afvise angrebene, men der var ikke overskud til modangreb. Samtidig lykkedes det ikke 3. polk at trænge videre frem ved Salaspils.
Den 1. juli tidligt om morgenen angreb Kuperjanovs bataljon og 9. polk samt 6. polk II bataljon ved Ādaži og Alderi men mødte ikke længere stor modstand og nåede ved middagstid Kišu sø og dannede en ny frontlinje ved Jugla å. Mod syd angreb 6. polk I bataljon og Kalev-ernes bataljon atter Mazā Jugla bro. I et slag, der varede hele dagen, lykkedes det ganske vist i perioder at få overtaget, men under tæt kanonild og gasangreb blev esterne med store tab (29 døde, 7 tilfangetagne, 66 sårede) trængt tilbage til deres udgangspositioner. Ved mellemkomst af den franske kolonel du Parquet toges skridt til at indlede overgivelsesforhandlinger.
Den 2. juli omkring kl. 4 overdroges omkring 600 lettere fra Balodises hærenheder til esterne. Om aftenen erobrede 9. polk hele nordbredden af Daugava og Kišu sø og der gjordes forberedelser til at passere Daugava kanal. Ved Daugavas munding kom estiske flådeenheder til hvem tre lettiske kanonbåde overgav sig, desuden erobredes endnu en båd. Det største slag forekom mellem enheder fra 3. polk og enheder fra Jerndivisionen ved Salaspils. Begge parter havde planlagt offensiver, hvorfor tabene blev store (esterne 31 døde og 106 sårede).
Den 2. juli om aftenen indledtes våbenhvileforhandlinger i Strazdumuižas. De udmundede den 3. juli kl. 3.30 i en våbenhvile mellem parterne, hvor tyskerne forpligtede sig til at trække sig tilbage til Lielupe, mens esterne afstod fra fornyede angreb.

## Forløbet i hovedtræk

### 1918
- 11. november: Tyskland og de allierede underskriver en våbenstilstandsaftale, som afslutter 1. Verdenskrig; SSSR angriber tyske hærenheder. Storbritannien anerkender de facto Letland som suveræn stat.
- 17. november: En første lovgivende lettisk magt, det Lettiske Parlament og en provisorisk regering dannes. Jānis Čakste bliver formand for parlamentet, Kārlis Ulmanis udnævnes til statsminister.
- 18. november: Udråbes republikken Letland i Riga.
- 1. december: Den røde Hær invaderer Letland.
- 4. december: En såkaldt "regering" for Lettiske SSR ledet af Pēteris Stučka dannes i Rusland.

- November 1918: Ved afslutningen af 1. verdenskrig var det meste af Letland besat af tyske hærenheder (orange)

### 1919
- 5. januar: Den første bevæbnede lettiske hærenhed (1ste Lettiske Uafhængige Batallion) dannes under ledelse af Oskars Kalpaks. Den provisoriske regering flytter fra Jelgava til Liepāja.
- 31. Januar: Det meste af Letland kommer under kontrol af Den røde Hær, den lettiske regering og tyske tropper bevarer kontrollen med området omkring Liepāja.
- 3. marts: Forenede tyske og lettiske hærstyrker foretager et modangreb mod de sovjetlettiske styrker.
- 6. marts: Lederen af den lettiske hær Oskars Kalpaks omkommer ved et vådeskud. Han afløses af Jānis Balodis.
- 10. marts: Saldus kommer under lettisk kontrol.
- 21. marts: 1ste Lettiske Uafhængige Batallion omdannes til en brigade.
- 16. april: Den pro-tyske lettiske regering organiserer et statskup i Liepāja, den provisoriske lettisk-nationale regering søger tilflugt på dampskibet "Saratov".
- 22. maj: Det tyske frikorps besætter Riga.
- 23. maj: Letlands Uafhængige Brigade gør sit indtog i Riga.
- 3. juni: Tyske hærenheder trænger frem til Cēsis.
- 6. juni: Slaget om Cēsis, mellem tyske hærenheder og fælles styrker bestående af Den 3. Estiske Division og Nordlettiske Brigade begynder, kampene vedvarer til 3 juli.
- 22. juni: Den 3die Estiske Division og Nordlettiske Brigade besejrer de tyske styrker ved Cēsis.
- 3. juli: Våbenstilstand underskrives i Strazdumuiža.
- 6. juli: Nordlettiske Brigade og Den 3die Estiske Division indtager Riga.
- 5. oktober: En tysk mission forlader hemmeligt Riga og rejser til Jelgava, hvor Den Vestrussiske Frivilligehær forbereder et angreb på Riga.
- 8. oktober: Den Vestrussiske Frivilligehær angriber Riga og erobrer Pārdaugava.
- 3. november: Den lettiske hær foretager et modangreb på Den Vestrussiske Frivilligehær.
- 11. november: Den lettiske hær besejrer Den Vestrussiske Frivilligehær ved Riga.
- 22. november: Den Litauiske Hær besejrer resterne af Den Vestrussiske Frivilligehær ved Radviliškis i Litauen

- 6. marts 1919: Efter et Sovjetisk angreb var det meste af Letland under kontrol af bolshevikkerne (pink)
- 16. april 1919: I marts foretager forenede tyske og lettiske styrker et (orange og gul) modangreb og besætter det meste af Kurland
- 22. juni 1919: Forenede estiske og lettiske styrker (lilla) angriber tyske styrker ved Cēsis i begyndelsen af juni og sejrer endegyldigt den 22. juni.
- 11. november 1919: Den lettiske hær har taget kontrollen over det meste af Vidzeme og angriber Bermont-Avalovs hær, der tvinges til tilbagetog

### 1920
- 3. januar: Forenede lettiske og polske styrker angriber bolshevikkerne i Latgale og Slaget om Daugavpils.
- 13. januar: Lettiske SSRs regering opløses.
- 1. februar: Letland underskriver en våbenhvile med den Russiske Føderative Sovjetrepublik.
- 17. – 18. april: Der afholdes valg til et forfatningsskabende lettiske parlament.
- 1. maj: Første session i det forfatningsskabende lettiske parlament.
- 15. juli: Letland underskriver en våbenhvile med Tyskland.
- 11. august: Riga Fredstraktat mellem Letland og den Russiske Føderative Sovjetrepublik underskrives.